# Juodkrantė

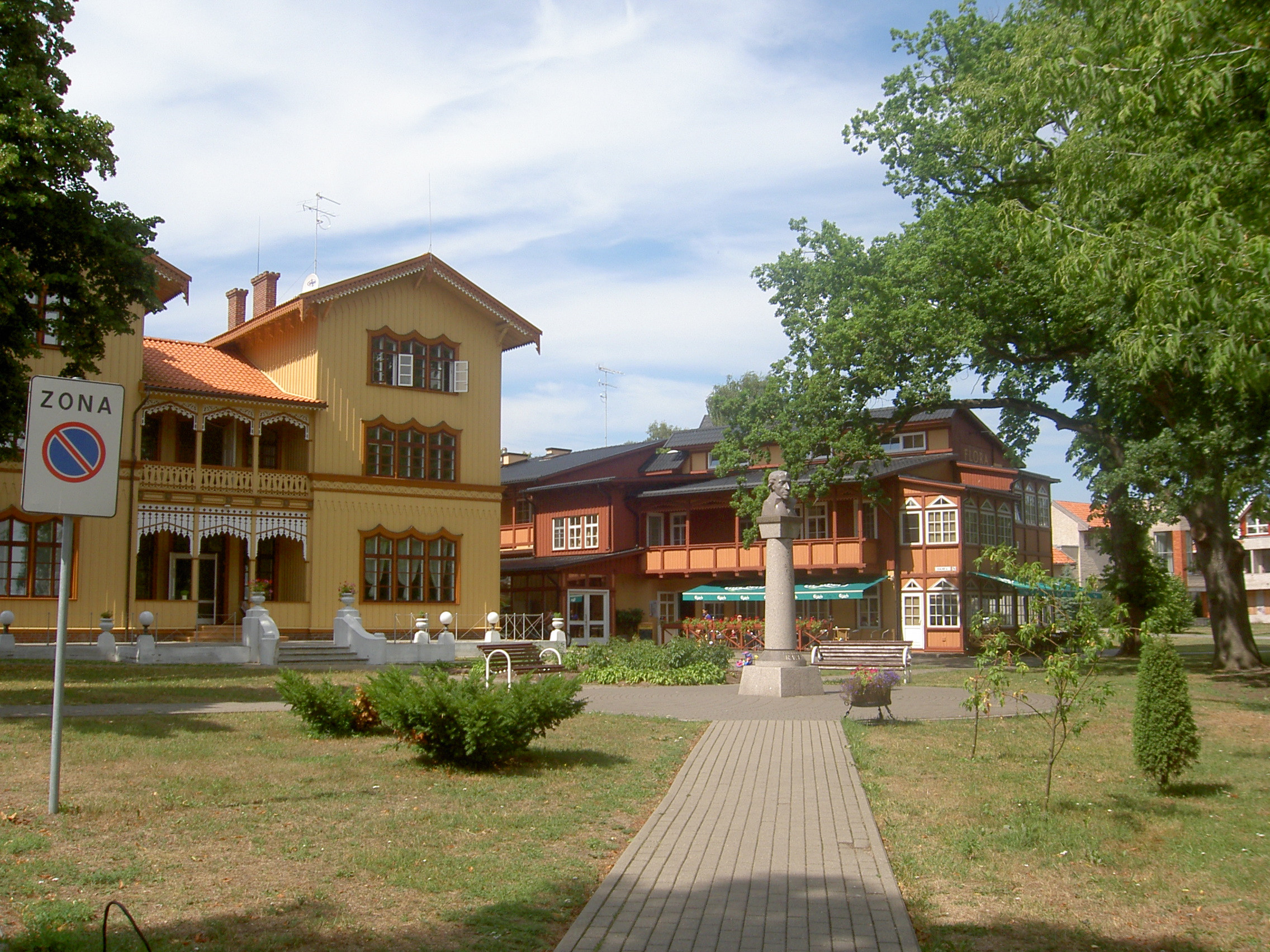
Náměstíčko v Juodkrantė

Juodkrantė je vesnice, která se nachází v litevské části Kuronské kosy. Je součástí obce Neringa.
Jedná se o nejstarší vesnici, která dnes leží na Kuronské kose, protože na rozdíl od ostatních vesnic přečkala na svém původním místě i pohyb písečných dun v 18. a 19. století. V Juodkrantė se nachází luteránský kostel z roku 1885 (v době sovětské vlády fungoval jako loutkové divadlo). Jižně od Juodkrantė je Vrch čarodějnic (litevsky Raganų kalnas), na němž jsou dřevěné sochy čarodějnic vytvořené v letech 1979 až 1981, a také velké hnízdiště kormoránů.
V minulosti byla Juodkrantė známa jako rybářská vesnice a místo zpracovávání jantaru, dnes žije především z turistického ruchu.